# Ornithogaleae
Ornithogaleae je tribus šparogovki. Opisan je 1910. Ime je došlo po rodu ptičje mlijeko Ornithogalum, trajnicama iz Europe, Azije i Afrike.

## Rodovi
1. Albuca L., albuka, Afrika i Arapski poluotok
2. Dipcadi Medik., Afrika, Azija, Europa
3. Ornithogalum L.[spada u tribus Dipcadieae]
4. Pseudogaltonia (Kuntze) Engl., jug Afrike